# Antonio Calderón Cruz
Antonio Calderón Cruz (ur. 13 czerwca 1959 w mieście Gwatemala) – gwatemalski duchowny rzymskokatolicki, od 2016 biskup Jutiapy.

## Życiorys
Święcenia kapłańskie otrzymał 5 lipca 1986 i został inkardynowany do diecezji San Marcos. Był m.in. diecezjalnym duszpasterzem młodzieży, wychowawcą w stołecznym seminarium oraz wikariuszem biskupim ds. duszpasterskich. W latach 2012–2015 zarządzał diecezją jako jej tymczasowy administrator.
25 stycznia 2016 papież Franciszek prekonizował go biskupem nowo powstałej diecezji św. Franciszka z Asyżu w Jutiapie. Sakry biskupiej udzielił mu 23 kwietnia 2016 bp Julio Edgar Cabrera Ovalle.
W 2020 został wybrany sekretarzem generalnym Konferencji Episkopatu Gwatemali.